# تشارلز بيكار
تشارلز بيكار (بالفرنسية: Charles Picard)‏ هو مؤرخ الفن فرنسي، ولد في 7 يونيو 1883 في Arnay-le-Duc ‏ في فرنسا، وتوفي في 15 ديسمبر 1965 في باريس في فرنسا.